# DSA-620
La DSA-620 es una carretera perteneciente a la Red Primaria de la Diputación Provincial de Salamanca que une la carretera  SA-605  con la localidad de San Cristóbal de la Cuesta.
Pasa también por la localidad de Monterrubio de Armuña.

## Recorrido
La carretera  DSA-620  tiene su origen en Villares de la Reina, en la intersección con la carretera  SA-605  y termina en el casco urbano de San Cristóbal de la Cuesta, en la intersección con la carretera  SA-605 ; formando parte de la Red de carreteras de Salamanca.
| Villares de la Reina (Intersección con ) - San Cristóbal de la Cuesta (Intersección con ) | Villares de la Reina (Intersección con ) - San Cristóbal de la Cuesta (Intersección con ) | Villares de la Reina (Intersección con ) - San Cristóbal de la Cuesta (Intersección con ) | Villares de la Reina (Intersección con ) - San Cristóbal de la Cuesta (Intersección con ) | Villares de la Reina (Intersección con ) - San Cristóbal de la Cuesta (Intersección con ) | Villares de la Reina (Intersección con ) - San Cristóbal de la Cuesta (Intersección con ) | Villares de la Reina (Intersección con ) - San Cristóbal de la Cuesta (Intersección con ) | Villares de la Reina (Intersección con ) - San Cristóbal de la Cuesta (Intersección con ) | Villares de la Reina (Intersección con ) - San Cristóbal de la Cuesta (Intersección con ) | Villares de la Reina (Intersección con ) - San Cristóbal de la Cuesta (Intersección con ) | Villares de la Reina (Intersección con ) - San Cristóbal de la Cuesta (Intersección con ) |
| Esquema                                                                                   | PK                                                                                        | Sentido San Cristóbal de la Cuesta (creciente)                                            | Sentido San Cristóbal de la Cuesta (creciente)                                            | Sentido San Cristóbal de la Cuesta (creciente)                                            | Sentido San Cristóbal de la Cuesta (creciente)                                            | Sentido Villares de la Reina (decreciente)                                                | Sentido Villares de la Reina (decreciente)                                                | Sentido Villares de la Reina (decreciente)                                                | Sentido Villares de la Reina (decreciente)                                                | Incidencias                                                                               |
| Esquema                                                                                   | PK                                                                                        | Velocidad                                                                                 | Elemento                                                                                  | Salida                                                                                    | Salida                                                                                    | Salida                                                                                    | Salida                                                                                    | Elemento                                                                                  | Velocidad                                                                                 | Incidencias                                                                               |
| Esquema                                                                                   | PK                                                                                        | Velocidad                                                                                 | Elemento                                                                                  | Dir.                                                                                      | Nombre                                                                                    | Nombre                                                                                    | Dir.                                                                                      | Elemento                                                                                  | Velocidad                                                                                 | Incidencias                                                                               |
| ----------------------------------------------------------------------------------------- | ----------------------------------------------------------------------------------------- | ----------------------------------------------------------------------------------------- | ----------------------------------------------------------------------------------------- | ----------------------------------------------------------------------------------------- | ----------------------------------------------------------------------------------------- | ----------------------------------------------------------------------------------------- | ----------------------------------------------------------------------------------------- | ----------------------------------------------------------------------------------------- | ----------------------------------------------------------------------------------------- | ----------------------------------------------------------------------------------------- |
|                                                                                           | 0,0                                                                                       |                                                                                           |                                                                                           |                                                                                           | Salamanca                                                                                 | Salamanca                                                                                 |                                                                                           |                                                                                           |                                                                                           | Ninguna                                                                                   |
|                                                                                           | 0,0                                                                                       | Polígono de los Villares                                                                  |                                                                                           |                                                                                           |                                                                                           |                                                                                           |                                                                                           |                                                                                           |                                                                                           | Ninguna                                                                                   |
|                                                                                           | 0,0                                                                                       | Villares de la Reina                                                                      |                                                                                           |                                                                                           |                                                                                           |                                                                                           |                                                                                           |                                                                                           |                                                                                           | Ninguna                                                                                   |
|                                                                                           | 0,0                                                                                       | Monterrubio de Armuña La Mata de Armuña                                                   |                                                                                           |                                                                                           |                                                                                           |                                                                                           |                                                                                           |                                                                                           |                                                                                           | Ninguna                                                                                   |
|                                                                                           | 0,9                                                                                       |                                                                                           |                                                                                           |                                                                                           | Villares de la Reina (oeste)                                                              | Villares de la Reina (oeste)                                                              |                                                                                           |                                                                                           |                                                                                           |                                                                                           |
|                                                                                           | 0,9                                                                                       | Polígono El Viñal                                                                         |                                                                                           |                                                                                           |                                                                                           |                                                                                           |                                                                                           |                                                                                           |                                                                                           |                                                                                           |
|                                                                                           | 1,5                                                                                       |                                                                                           |                                                                                           |                                                                                           | Villares de la Reina (norte)                                                              | Villares de la Reina (norte)                                                              |                                                                                           |                                                                                           |                                                                                           |                                                                                           |
|                                                                                           | 1,5                                                                                       | Aldeaseca de Armuña                                                                       |                                                                                           |                                                                                           |                                                                                           |                                                                                           |                                                                                           |                                                                                           |                                                                                           |                                                                                           |
|                                                                                           | 3,2                                                                                       |                                                                                           |                                                                                           | Carbajosa de Armuña La Mata de Armuña                                                     | Carbajosa de Armuña La Mata de Armuña                                                     | Carbajosa de Armuña La Mata de Armuña                                                     | Carbajosa de Armuña La Mata de Armuña                                                     |                                                                                           |                                                                                           |                                                                                           |
|                                                                                           | 3,3                                                                                       |                                                                                           |                                                                                           | MONTERRUBIO DE ARMUÑA                                                                     | MONTERRUBIO DE ARMUÑA                                                                     | MONTERRUBIO DE ARMUÑA                                                                     | MONTERRUBIO DE ARMUÑA                                                                     |                                                                                           |                                                                                           |                                                                                           |
|                                                                                           | 4,4                                                                                       |                                                                                           |                                                                                           | MONTERRUBIO DE ARMUÑA                                                                     | MONTERRUBIO DE ARMUÑA                                                                     | MONTERRUBIO DE ARMUÑA                                                                     | MONTERRUBIO DE ARMUÑA                                                                     |                                                                                           |                                                                                           |                                                                                           |
|                                                                                           | 6,0                                                                                       |                                                                                           |                                                                                           | SAN CRISTÓBAL DE LA CUESTA                                                                | SAN CRISTÓBAL DE LA CUESTA                                                                | SAN CRISTÓBAL DE LA CUESTA                                                                | SAN CRISTÓBAL DE LA CUESTA                                                                |                                                                                           |                                                                                           |                                                                                           |
|                                                                                           | 6,58                                                                                      |                                                                                           |                                                                                           |                                                                                           | Villares de la Reina Salamanca Castellanos de Moriscos                                    | Villares de la Reina Salamanca Castellanos de Moriscos                                    |                                                                                           |                                                                                           |                                                                                           |                                                                                           |
|                                                                                           | 6,58                                                                                      | Fuentesaúco La Vellés                                                                     |                                                                                           |                                                                                           |                                                                                           |                                                                                           |                                                                                           |                                                                                           |                                                                                           |                                                                                           |